# Campionati europei di ciclismo su strada 2003
I Campionati europei di ciclismo su strada 2003 si disputarono ad Atene, in Grecia, tra il 15 e il 17 agosto 2003. Le cronometro si svolsero a Vouliagmeni.

## Eventi

### Cronometro individuali
Venerdì 15 agosto
- Donne Under-23, 24 km
- Uomini Under-23, 32 km

### Corse in linea
Domenica 17 agosto
- Donne Under-23, 105,6 km
- Uomini Under-23, 156,8 km

## Medagliere
| Pos.   | Nazione     | Oro | Argento | Bronzo | Totale |
| ------ | ----------- | --- | ------- | ------ | ------ |
| 1      | Germania    | 1   | 2       | 0      | 3      |
| 2      | Francia     | 1   | 1       | 0      | 2      |
| 3      | Spagna      | 1   | 0       | 1      | 2      |
| 4      | Italia      | 1   | 0       | 0      | 1      |
| 5      | Slovenia    | 0   | 1       | 1      | 2      |
| 6      | Russia      | 0   | 0       | 1      | 1      |
| 6      | Paesi Bassi | 0   | 0       | 1      | 1      |
| Totale | Totale      | 4   | 4       | 4      | 12     |

## Sommario degli eventi
| Eventi                 | Oro                        | Tempo    | Argento                   | Tempo | Bronzo                     | Tempo |
| Uomini                 |                            |          |                           |       |                            |       |
| Gara in linea dettagli | Giovanni Visconti Italia   | 4h10'31" | Jérémy Roy Francia        | s.t.  | Kristjan Fajt Slovenia     | s.t.  |
| Cronometro dettagli    | Markus Fothen Germania     | 41'32"   | Jure Zrimsek Slovenia     | a 6"  | Vladimir Gusev Russia      | a 11" |
| Donne Under-23         |                            |          |                           |       |                            |       |
| Gara in linea dettagli | María Isabel Moreno Spagna | 3h03'28" | Theresa Senff Germania    | a 39" | Vera Koedooder Paesi Bassi | s.t.  |
| Cronometro dettagli    | Virginie Moinard Francia   | 33'29"   | Madeleine Sandig Germania | a 6"  | María Isabel Moreno Spagna | a 11" |